# Idda
Idda är den perioden som följer skilsmässa eller dödsfall inom islam. Vid skilsmässa har paret tre menstruationscykler på sig att besluta huruvida de ska skiljas eller inte. Mannen kan under denna vänteperiod ta tillbaka sin hustru. Under idda kan inte hustrun gifta om sig och mannen är tvungen att betala underhåll till henne. 
Det förväntas av kvinnan att hon själv ska säga till när dessa tre månader förflutit. Hennes ord ska inte ifrågasättas. Enligt lagen accepteras att en menstruationscykel kan vara i mer än ett år vilket medför att en iddaperiod kan pågå i flera år. Detta varierar dock beroende på vilken rättsskola som man tillhör. Enligt osmansk och modern lag får inte idda vara längre än mellan nio månader och ett år. Malikiskolan är den enda skola som accepterar att en kvinna blir undersökt av en annan kvinna. Iddaperioden för en änka varar i fyra månader och tio dagar. Efter iddaperiodens utgång är skilsmässan definitiv och paret måste då skiljas eller gemensamt besluta att fortsätta att vara gifta.